# 伊波伊韦采
伊波伊韦采，是匈牙利诺格拉德州所辖的一个村。总面积13.90平方公里，总人口841，人口密度60.5人/平方公里（2011年1月1日）。